# Prionacalus woytkowskii
Prionacalus woytkowskii är en skalbaggsart som först beskrevs av Heyrovský 1960.  Prionacalus woytkowskii ingår i släktet Prionacalus och familjen långhorningar. Inga underarter finns listade i Catalogue of Life.